# Ségoufielle
Ségoufielle é uma comuna francesa na região administrativa de Occitânia, no departamento de Gers. Estende-se por uma área de 5,24 km². Em 2010 a comuna tinha 1 200 habitantes (densidade: 229 hab./km²).